# Station Silnowo
Station Silnowo is een spoorwegstation in de Poolse plaats Silnowo.